# X64
In der Informatik ist x64 eine 64-Bit-Befehlssatzarchitektur, die auf der x86-Architektur basiert und bei PCs seit 2003 Verbreitung findet. Alternative Bezeichnungen sind x86-64 (auch in der Schreibweise „x86_64“) und AMD64 (auch in Kleinschreibung: „amd64“).
Da x86-Prozessoren rückwärts-kompatibel ausgelegt sind, bieten auch x64-Prozessoren neben dem 64-Bit-Betriebsmodus ebenfalls den bisherigen 32-Bit- sowie die ursprünglichen 16-Bit-Modi. Damit ergänzt x64 die Intel Architecture 32-Bit bzw. kurz IA-32 um einen 64-Bit-Betriebsmodus.

## Implementierungen
x64 wird sowohl durch AMD als auch durch Intel implementiert:
- AMD64 (seit 2003) – für Prozessoren des Unternehmens Advanced Micro Devices (AMD)
- Intel 64 (seit 2005) – für Prozessoren des Unternehmens Intel; vormals auch IA-32e und EM64T bezeichnet[1]

Die Implementierungen von AMD und Intel weisen im Detail Unterschiede auf, die jedoch in der Praxis kaum Auswirkungen haben. Nicht nur die Bezeichnung „x64“ (wie z. B. von Windows genutzt), sondern auch „amd64“ (wie z. B. von Linux genutzt, aber teilweise auch von Windows) und „x86-64“ (der Entwicklungsname von AMD64) stehen somit für beide Implementierungen gleichermaßen.

## Geschichte
Die x86-64-Architektur entstand als Gegenentwurf zur Itanium-Architektur „IA-64“ von Intel und Hewlett Packard. Während Intel eine ganz neue 64-Bit-Architektur erschuf, die mit der damals und auch danach in PCs meistverwendeten IA-32-Architektur nur wenig gemeinsam hatte, wählte AMD einen weit weniger radikalen Ansatz: Als Erweiterung des bestehenden Befehlssatzes ist ein 64-Bit-x86-Prozessor ebenfalls ein vollwertiger 32-Bit-x86-Prozessor, nur mit zusätzlichen Befehlen und Modi, die im hinzugekommenen Betriebsmodus verbreiterte Register zur Verfügung stellen. Dadurch bleibt die Befehlssatzarchitektur und die Kompatibität zu bestehender Software erhalten.
Intel stellte die ersten IA-64-Prozessoren (IA-64 entspricht Itanium) am 4. Oktober 1999 vor. Tags darauf kündigte AMD seinen Gegenentwurf an und veröffentlichte die „x86-64“-Spezifikation im August 2000. Intel brachte die erste Generation des Itanium im Juni 2001 heraus und schob noch 2002 die zweite Generation hinterher. Bei AMD dauerte es bis zum April 2003, bis die ersten Opteron mit der nun „AMD64“ getauften 64-Bit-Erweiterung verfügbar wurden. Sie wurden so gut vom Markt angenommen, dass Intel ab Juni 2004 begann, die ersten Xeon-Prozessoren („Nocona“) mit der kompatiblen „EM64T“-64-Bit-Erweiterung auszustatten.
Nun stattete AMD alle Modellreihen mit der AMD64-Erweiterung aus, während Intel bei 64-Bit noch auf die Itanium-Reihe setzte – erst im Juli 2006 wurden die ersten Desktop- und Mobilprozessoren der Core-2-Reihe mit der nun „Intel 64“ getauften Architektur verkauft. Alle Folgegenerationen IA-32-kompatibler Prozessoren von AMD und Intel sind seither als 64-Bit-Architektur ausgelegt, zuletzt die Atom-Prozessoren von Intel ab 2008. Andere Hersteller folgten der Marktentwicklung, der 64-Bit-VIA-Nano etwa wurde ab Januar 2008 verfügbar.

## Bezeichnungen
Geschichtlich wurde die 64-Bit-Befehlssatzerweiterung für die bestehende x86-Architektur, die von Intel IA-32 genannt wird, ab 1999 von AMD unter dem Namen „x86-64“ entwickelt. Auf einigen Systemen wurde sie auch x86_64 genannt, weil ein Bindestrich in einigen Situationen als Trennzeichen interpretiert wird. Dies ist z. B. beim Linux-Kernel, aber u. a. auch bei XNU (dem Kernel von Darwin und damit u. a. macOS) der Fall, weshalb auch uname die Schreibweise mit Unterstrich ausgibt. Als die ersten Opteron-Prozessoren von AMD 2003 mit der 64-Bit-Erweiterung vorgestellt wurden, änderte AMD den Namen dafür in „AMD64“. Die meisten Linux-Distributionen nutzen daher die offizielle Bezeichnung amd64 zur Kennzeichnung von 64-Bit-x86, wie auch der Kernel von FreeBSD bei uname. Für 32-Bit-x86 unterscheidet indes nicht nur Linux bereits nach den Befehlssatzerweiterungen, die nach dem „i386“ (die erste 32-Bit-Architektur von Intel, ohne Erweiterungen) kamen, etwa „i586“ (i386 mit den Erweiterungen des Pentium) oder „i686“ (die Erweiterungen des Pentium Pro bzw. Pentium II, auch P6-Generation genannt, d. h. mit zumindest MMX und SSE) oder sogar „i686-pae“ (i686, zusätzlich mit der PAE-Erweiterung). Bei „amd64“ ist auf jeden Fall die SSE2-Erweiterung des Prozessors nutzbar.
| Architektur | Architektur                      | Architektur               | Architektur               | 16-Bit       | 32-Bit            | 64-Bit          |
| ----------- | -------------------------------- | ------------------------- | ------------------------- | ------------ | ----------------- | --------------- |
| x86         | 80x86, x86-16                    | 80x86, x86-16             | 80x86, x86-16             | ab 8086/8088 |                   |                 |
| x86         | IA-32: Intel Architecture 32-Bit | i386 – i686, x86-32       | i386 – i686, x86-32       |              | ab 80386          |                 |
| x86         | IA-32: Intel Architecture 32-Bit | x64                       | x86-64, amd64             |              |                   | ab Opteron      |
|             |                                  | x64                       | x86-S oder x86S           |              |                   | mögl. zukünftig |
| IA-64       | Intel Architecture 64-Bit        | Intel Architecture 64-Bit | Intel Architecture 64-Bit |              | (IA-32-Emulation) | Itanium         |
| IA-64       | Intel Architecture 64-Bit        | Intel Architecture 64-Bit | Intel Architecture 64-Bit | Itanium 2    |                   |                 |

Die Bezeichnung x64 (für 64-Bit) wurde, angelehnt an „x86“, von Microsoft und Sun eingeführt. Teilweise wurde die 32-Bit-x86-Architektur („IA-32“) daraufhin auch als „x32“ (für 32-Bit) oder x86-32 bezeichnet, da beide technisch gesehen x86-Befehlssätze darstellen. Da Intel die x86-ISA („Instruction Set Architecture“) später IA-32 nannte und mit IA-64 (Itanium) eine neue, aber inkompatible 64-Bit-Architektur einwickelte, entsteht oft Verwirrung zwischen den Begriffen „x64“ und „IA-64“: Als Befehlssatzerweiterung ist x64 Teil der x86-Architektur und eine Erweiterung von IA-32, denn jeder Prozessor mit x64-Befehlssatz ist auch ein vollwertiger 32-Bit- und 16-Bit-x86-Prozessor – IA-64 („Intel Architecture 64-Bit“) hingegen wird auch als die Itanium-Architektur bezeichnet, die nicht x86-kompatibel ist und daher im Grundsatz auch nichts mit x64 oder IA-32 zu tun hat (außer einer IA-32-Emulation bei der ersten Itanium-Generation – da IA-64 von Intel als Nachfolger von IA-32 geplant war, wollte man so die Möglichkeit eines sanften Übergangs schaffen, allerdings war die Emulation sehr langsam und somit überwiegend unbrauchbar).

## Betriebssystem-Unterstützung
Das erste Betriebssystem, das eine funktionierende Unterstützung für den 64-Bit-Modus der AMD64-Prozessoren bot, war Linux (offizielle Einführung in den Linux-Kernel 1. März 2002). Von Microsoft war seit April 2005 die Windows XP Professional x64 Edition für 64-Bit-x86 verfügbar, die allerdings nur als Zwischenlösung gedacht war, bis Windows Vista im Januar 2007 auf den Markt kam.
Die x64-Edition von Windows XP wurde von Microsoft nur sehr zurückhaltend als OEM- und Systembuilder-Version vermarktet, um den „Support“-Aufwand in Grenzen zu halten und die zukünftigen Vista-Verkäufe nicht zu gefährden. Es gibt keine Home-Variante, keine Schachtel-Version für den Einzelhandel und keine vollständige Lokalisierung für Sprachen außer Englisch. Allerdings ist es möglich, diese Version mit MUI-(Multi User Interface)-Packs zu „übersetzen“.
Mac OS X (seit 2016 „macOS“) unterstützt die x64-Architektur seit Beginn der Umstellung seiner Plattform von PowerPC zu Intel-Prozessoren im Jahr 2006, der Kernel XNU lief jedoch auch auf 64-Bit-Intel-CPUs anfangs im 32-Bit-Kompatibilitätsmodus des Long Mode. Der erste 64-Bit-Kernel wurde in Snow Leopard Ende 2009 verfügbar gemacht und wurde bei einigen Macs automatisch verwendet, wenn die Voraussetzungen dafür gegeben waren: neben einem 64-Bit-Prozessor ist dies auch eine in 64-Bit implementierte Firmware (EFI war zuanfangs teilweise als 32-Bit-Variante implementiert) und die Verfügbarkeit aller benötigten Treiber auch in 64-Bit (bei einigen Mac-Modellen waren essentielle Treiber stets nur in 32-Bit-Ausführung verfügbar, z. B. für die Grafikkarte). Seit dem Mitte 2012 veröffentlichten Mountain Lion ist nur noch ein 64-Bit-Kernel vorhanden.
Auch die drei wichtigsten BSD-Derivate unterstützen die AMD64-Architektur: FreeBSD, NetBSD sowie OpenBSD (ab Version 3.5).

## Architektur
Alle Register haben bei AMD64 eine Breite von 64 Bit. Wenn der Prozessor im 32-Bit-Kompatibilitätsmodus läuft, werden die obersten 32 Bit jedes Registers auf 0 gesetzt. Im 64-Bit-Modus bietet der Prozessor außerdem je 8 zusätzliche Integer- und SSE-Register, die im 32-Bit-Modus aus Kompatibilitätsgründen nicht verfügbar sind.
Die AMD64-Architektur besitzt folgende Anwendungsregister, die in normalen Anwendungsprogrammen zur Verfügung stehen:
| Allgemeine Register (je 64 Bit)         | Allgemeine Register (je 64 Bit) | Allgemeine Register (je 64 Bit) |
| Name                                    | (ursprüngliche) Bedeutung       | (ursprüngliche) Bedeutung       |
| --------------------------------------- | ------------------------------- | ------------------------------- |
| RAX                                     | Akkumulator                     | Akkumulator                     |
| RBX                                     | Base Register                   | Base Register                   |
| RCX                                     | Counter                         | Counter                         |
| RDX                                     | Data Register                   | Data Register                   |
| RBP                                     | Base-Pointer                    | Base-Pointer                    |
| RSI                                     | Source-Index                    | Source-Index                    |
| RDI                                     | Destination-Index               | Destination-Index               |
| RSP                                     | Stack-Pointer                   | Stack-Pointer                   |
| R8…R15                                  | Register 8 bis 15               | Register 8 bis 15               |
| 64-Bit-Media-/80-Bit-Gleitkommaregister |                                 |                                 |
| Name                                    | Bedeutung                       | Hinweis                         |
| FPR0 … FPR7                             | FPU-Register 0 … 7              | werden gemeinsam genutzt        |
| MMX0 … MMX7                             | MMX-Register 0 … 7              | werden gemeinsam genutzt        |

| 64-Bit-Media-/80-Bit-Gleitkommaregister | 64-Bit-Media-/80-Bit-Gleitkommaregister    |
| Name                                    | Bedeutung                                  |
| --------------------------------------- | ------------------------------------------ |
| XMM0 … XMM7                             | SSE-Register 0 … 7                         |
| XMM8 … XMM15                            | SSE-Register 8 … 15                        |
| Sonstige Register                       |                                            |
| Name                                    | Bedeutung                                  |
| RIP                                     | 64-Bit-Instruction-Pointer (Befehlszeiger) |
| RFLAGS                                  | 64-Bit-Flagregister (Statusregister)       |
| FSW                                     | FPU state word                             |
| FCW                                     | FPU control word                           |
| FTW                                     | FPU tag word                               |

Die gelb hinterlegten Register R8–R15 und XMM8–XMM15 stehen ausschließlich im 64-Bit-Modus zur Verfügung. Die Register RAX–RSP sowie RFLAGS und RIP sind im 32-Bit-Modus nur 32 Bit groß und heißen dort EAX–ESP, EFLAGS und EIP, wie schon beim 80386. Der Zugriff auf die 64-Bit-Register erfolgt über neu eingeführte Befehlspräfixe. Hierfür werden Opcodes verwendet, welche im 32-Bit-Modus bereits für andere Befehle stehen. Aus diesem Grund sind die 64-Bit-Register – anders als die 32-Bit-Präfixe, die auch im 16-Bit-Modus zur Verfügung stehen – nur im 64-Bit-Modus verfügbar.
Für Gleitkommaoperationen ist zwar aus Kompatibilitätsgründen eine x87-FPU auf dem Prozessor vorhanden. Der Hersteller empfiehlt jedoch, für Gleitkommaberechnungen generell nur noch die performantere und problemärmere SSE-Einheit zu benutzen. Problematisch ist hierbei allerdings, dass die SSE-Einheit bis heute keine transzendenten Funktionen (Sinus, Cosinus, Arcustangens, Logarithmus) beherrscht; diese müssen weiterhin über die x87-FPU berechnet oder per Software emuliert werden. Außerdem beherrscht die SSE-Einheit nur 64-Bit-Gleitkommaarithmetik, während die x87-FPU-Einheit je nach Einstellung des FPU Control Words mit bis zu 80-Bit-Gleitkommaarithmetik arbeitet.
Da im 64-Bit-Modus keine Speichersegmentierung mehr unterstützt wird, können Systemaufrufe stark beschleunigt werden, da keine Segmentierungsinformationen mehr gespeichert und wiederhergestellt werden müssen. AMD trug dem durch Einführung eines neuen SYSCALL-Maschinenbefehls Rechnung. Obwohl man theoretisch auch im 64-Bit-Modus wie bisher über Interrupts oder den SYSENTER-Befehl einen Systemaufruf durchführen könnte, ist SYSCALL schneller.

### Maximaler Arbeitsspeicher
Einer der Hauptgründe, AMD64 der x86-Architektur vorzuziehen, ist die Möglichkeit, mehr Arbeitsspeicher zu verwenden. Übersteigt der installierte Arbeitsspeicher den maximalen Adressraum einer CPU, dann bleibt der Arbeitsspeicher, der jenseits des Adressraums liegt, ungenutzt. Die Speichergrößengrenzen entsprechender Prozessoren liegen bei …
|                         | Adressraum                               | Adressraum                   |
| CPU                     | physisch                                 | linear/logisch bzw. virtuell |
| ----------------------- | ---------------------------------------- | ---------------------------- |
| 8086                    | 1 MiB (220 Byte)                         | 64 KiB (216 Byte)            |
| 80286                   | 16 MiB (224 Byte)                        | 64 KiB (216 Byte)            |
| 80386SX                 | 16 MiB (224 Byte)                        | 4 GiB (232 Byte)             |
| ab 80386DX              | 4 GiB (232 Byte)                         | 4 GiB (232 Byte)             |
| Pentium Pro/ AMD Athlon | 64 GiB (236 Byte)                        | 4 GiB (232 Byte)             |
| CPUs mit AMD64          | 1 TiB (240 Byte) oder 256 TiB (248 Byte) | 256 TiB (248 Byte)           |

Bei AMD64 ist die Breite einer virtuellen Adresse 48 Bit. Das heißt, ein Prozess kann 256 TiB adressieren. Während die bei der Einführung von AMD64 üblichen AMD-Prozessoren der Generation K8 noch 40 Adressier-Pins besaßen und damit physisch nur 1 TiB Speicher adressieren konnten, hat die Prozessoren-Generation K10 die vollen 48 Adressier-Pins, womit nun auch physisch 256 TiB Speicher adressierbar sind.

### Registererweiterung
Die Verdoppelung der Registerzahl des allgemeinen Rechenwerks ist im Befehlssatz unabhängig vom 64-Bit-Transfer vorhanden. Die Implementierung der AMD64-Erweiterung in den CPUs beinhaltet diese Erweiterung jedoch immer. Moderne Compiler können so häufiger Zwischenwerte von Berechnungen in CPU-Registern ablegen, statt in den Hauptspeicher auszulagern. Komplexe Berechnungen werden dadurch beschleunigt, so dass rechenintensive Programme davon profitieren.
Gleichzeitig wurde mit AMD64 eine neue Aufrufkonvention für Programmfunktionen (ABI) eingeführt. Bei dieser Aufrufkonvention werden Funktionsparameter nicht mehr überwiegend über den Programmstack transferiert, wie bei den klassischen x86-32-Aufrufkonventionen, sondern in der Regel in Registern übergeben. Dieses registerorientierte ABI, welches bei anderen Prozessorfamilien (wie PowerPC) schon länger üblich ist, wurde durch die Registererweiterung möglich und kann zu einer Beschleunigung rechenintensiver Programme führen.

### Betriebsmodi
Es lassen sich zwei grundsätzliche Betriebsmodi unterscheiden:
- Legacy Mode: Hierunter fallen alle „alten“ Betriebsmodi der x86-Architektur, also Real Mode, Protected Mode und System Management Mode.
- Long Mode (AMD64) oder IA-32e Mode (Intel 64): Dieser Betriebsmodus besteht aus zwei Submodi:
  - 64-Bit Mode: Der „echte“ 64-Bit-Mode für 64-bittige Anwendungen auf einem 64-Bit-Betriebssystem.
  - Compatibility Mode: Dieser Mode dient dazu, 32-bittige Anwendungen auch auf einem 64-Bit-Betriebssystem ausführen zu können. Die Anwendung „sieht“ dabei eine Umgebung, die dem Protected Mode zu entsprechen scheint. In Wahrheit werden aber dennoch Mechanismen der AMD64-Architektur benutzt, wie etwa eine vierstufige Seitentabellen-Hierarchie. Ebenso werden 16-Bit-Protected-Mode-Programme im Compatibility Mode unterstützt, nicht jedoch Real-Mode-Programme, die im Legacy Mode in einer Virtual-8086-Mode-Umgebung ausgeführt werden. Der Compatibility Mode muss explizit vom Betriebssystem unterstützt werden und kann dann für ein einzelnes Codesegment aktiviert werden.

Beim Systemstart befindet sich jeder x86-Prozessor zunächst im 16-Bit-Modus Real Mode, was der Kompatibilität zum 8086 von Intel geschuldet ist. Verwendet ein PC ein BIOS, so bleibt der Prozessor zunächst im Real Mode, bis das Betriebssystem startet. Daher sind alle BIOS-Bootloader 16-Bit-Programme und erst das Betriebssystem, bzw. dessen Kernel, schaltet in den 32-Bit- oder 64-Bit-Modus. UEFI andererseits schaltet entweder in den 32-Bit-Modus Protected Mode, um ein 32-Bit-EFI-Programm zu starten, oder in den 64-Bit-Modus Long Mode, um ein 64-Bit-EFI-Programm zu starten. Dieses EFI-Programm ist z. B. der Bootloader für das Betriebssystem. Das ist der Grund, warum ein 32-Bit-UEFI normalerweise kein 64-Bit-Betriebssystem starten kann. Bei einigen Betriebssystemversionen gibt es deshalb einen Cross-Bit-Depth-Bootprozess, der aus einem 32-Bit-EFI heraus ein 64-Bit-Betriebssystem starten kann, jedoch muss dabei sowohl der 32-Bit-EFI-Loader als auch der 64-Bit-Betriebssystemkernel passend konfiguriert sein.

## Nutzen der 64-Bit-Erweiterung
Nachteil – Speicherverbrauch
Alle Adresswerte sind 64 Bit statt 32 Bit breit. Ihre Speicherung verbraucht daher im RAM und in den Caches doppelt so viel Platz und bei Bewegungen zwischen RAM und CPU müssen somit doppelt so viele Bytes bewegt werden. Sichtbar wird dieses in den erzeugten Programmdateien, die im Vergleich zum 32-Bit-Programm etwa 25 bis 30 Prozent größer sind. Allerdings wurde im 64-Bit-Modus eine IP-relative Adressierung mit vorzeichenbehafteten 32-Bit-Offsets eingeführt. Damit wird eine Zunahme der Befehlslänge verhindert.
Für Linux wurde aus diesem Grund die x32-ABI geschaffen, welche nur 32 Bit breite Adressen verwendet, aber trotzdem in Genuss der anderen Vorteile von AMD64 (wie z. B. mehr Register) kommt.
Neutral – Vektoroperation
Die SSE-Einheit übernimmt den weitaus größten Teil der Berechnungen für Multimedia und Mathematik, sowohl für Gleitkommawerte als auch für ganzzahlige gepackte Zahlen mit mehreren Werten, darunter vor allem Vektoren und Matrizen. Die Erweiterung der ALU-Register auf 64 Bit tangiert diese Einheit gar nicht, da die SSE-Register schon immer 128 Bit breit waren, so dass SSE-Berechnungen unverändert ablaufen. Die nachfolgend genannte Verdoppelung der Registerzahl betrifft jedoch auch die SSE-Mediaregister.
Vorteil – mehr Speicher pro Prozess
Die Grenze der klassischen IA-32-Architektur von 2 (bzw. 4) GiB adressierbarem Hauptspeicher pro Prozess („linearer Adressraum“) entfällt.
Vorteil – Registeranzahl
Zusätzlich zur 64-Bit-Aufweitung weist die AMD64-Architektur eine doppelte Zahl an allgemeinen Registern auf. Das ist vorteilhaft bei vielen Zwischenwerten in einer Prozedur, die nicht mehr zeitweise auf den Aufrufstapel im Hauptspeicher ausgelagert werden müssen. Da die althergebrachten acht Register schon immer knapp waren, setzt man hier 25 bis 30 Prozent Geschwindigkeitsvorteil bei Programmen im Long Mode an. Zusätzlich ist eine neue Funktionsaufruf-Konvention eingeführt worden, die die zusätzlichen Register zur Übergabe von Funktionsparametern vorschreibt. Diese Art der Parameterübergabe ist deutlich schneller als die herkömmliche Parameterübergabe auf dem Stapelspeicher.
Vorteil – Adressbreite
Wenn Datenmengen im Gigabyte-Bereich verarbeitet werden, entfallen aufwendige Zugriffsberechnungen mit 32-Bit-Differenzen zu Basisadressen. Insbesondere beherrschen alle modernen Betriebssysteme das Einblenden von Dateien auf der Festplatte in den Hauptspeicher (virtual file mapping): Statt stückweiser Abarbeitung kann nun im Prinzip die gesamte Festplatte für den Direktzugriff in einem Stück eingeblendet werden. Hilfsfunktionen mit Dateizeigern entfallen und degenerieren zu einfachen ALU-Operationen.
Vorteil – Vektoreinheiten
Sollen 32-Bit-Programme auch auf älteren Prozessoren laufen, können diese Programme keine SSE-Einheit voraussetzen und werden meistens ohne SSE-Unterstützung kompiliert. Alle AMD64-fähigen Prozessoren verfügen hingegen mindestens über SSE2, das somit bei 64-Bit-Software immer zur Verfügung steht.
Vorteil – 64-Bit-Register für Integerarithmetik
Anwendungen, die auf Integerarithmetik angewiesen sind, profitieren sehr davon, dass Multiplikationen mit ganzen Zahlen größer als 32 Bit erheblich schneller verarbeitet werden. Beispielsweise wird für die Verarbeitung von 64-Bit-Ganzzahlen auf 32-Bit-Systemen etwa das 2,5 Fache an Rechenzeit benötigt. Dies kann zum Beispiel Kryptographie und Audio- beziehungsweise Videoencodingsoftware betreffen.
Der letztgenannte Vorteil betrifft vor allem Datenbanken und die Videobearbeitung, die von der Aufweitung von Adressen auf 64 Bit erheblich profitiert. Die SSE-Einheit bestimmt weitgehend die Abarbeitung von Spielen und mathematischen Programmen – soweit sie komplexe Teilberechnungen auf wenigen Speicherobjekten beinhalten, profitieren diese stärker von den Vorteilen. Das betrifft vor allem Bereiche der 3D-Modellierung.
Grundsätzlich ist der Nutzen stark spezifisch für jede Anwendung und die eingesetzten Algorithmen: Viele alte Programme verwenden auf 32 Bit optimierte Algorithmen, die erst nach Anpassung durch Programmierer von der 64-Bit-Erweiterung profitieren können. Das betrifft sowohl mathematische Hilfsfunktionen (auch Multimedia und Spiele) als auch die Speicherverwaltung. Viele Programme aus dem Unix-Bereich haben hierbei einen Vorsprung, da dort 64-Bit-Architekturen schon lange üblich sind.

## Weiterentwicklung
Im Gegensatz zu einigen anderen Architekturen wird x86-64 aktiv weiterentwickelt, sodass sich irgendwann das Problem ergab, dass Code für die erste, ursprünglich auf der AMD-K8-Architektur aufgebauten Version von x86-64 und nicht für moderne x64-Systeme optimiert war, was aber nicht mehr zeitgemäß ist. 2020 schlossen sich daher AMD, Intel, Red Hat und SUSE zusammen, um Versionen von x86-64 zu definieren, was nicht nur für Linux Binärschnittstellen-Profile (ABI) optimierten Code ermöglicht. Diese sind für Unix und unixartige Systeme, die auf System V basieren, als „psABI“ (ps steht für „Processor Supplement“) zusammengefasst.
- x86-64 – die erste, auf der AMD-K8-Mikroarchitektur aufbauende 64-Bit-x86-Architektur; sie beinhaltet u. a. SSE2
- x86-64-v2 – nutzt SSE4.2 und SSSE3 sowie die Instruktionen POPCNT und CMPXCHG16B
- x86-64-v3 – beinhaltet zusätzlich AVX2 und MOVBE (für den Zugriff auf Daten in der Byte-Reihenfolge „big-endian“)
- x86-64-v4 – zusätzlich AVX-512

Auf dem weit verbreiteten Betriebssystem Windows von Microsoft gibt es zwar keine vergleichbaren Profile, allerdings gibt indirekt das Betriebssystem selbst eine Basis-Optimierung für den Code der Windows-Programme vor. So wurde die erste Generation von x86-64 nur bis Windows 7 unterstützt, bereits ab Windows 8 – veröffentlicht Ende 2012 – sind die Befehle CMPXCHG16b, PrefetchW und LAHF/SAHF Voraussetzung.

### x86-S oder x86S
Im Mai 2023 hat Intel ein Whitepaper veröffentlicht, in dem die Idee vorgestellt wird, die x86-Altlasten bei modernen x86-64-Prozessoren in Zukunft wegzulassen. Ein solcher x64-Prozessor hätte die alten Modi, 16-Bit-Real Mode und 16-Bit- wie auch 32-Bit-Protected Mode, wie es die 32-Bit-x86-Architektur IA-32 bzw. i386 aufweist, nicht mehr, daher auch „x86-S“ bzw. „x86S“: S für englisch Simplification, also Vereinfachung. Moderne 64-Bit-Systeme nutzen ohnehin nur noch den 64-Bit-Long Mode, in dem unter einem 64-Bit-Betriebssystem auch 32-Bit-Software weiterhin ausgeführt werden kann. Die meist überflüssigen, nicht mehr verwendeten Teile des Prozessors würden nicht nur wegfallen, ohne sie könnte die x86-Architektur auch effizienter und sicherer werden.
Wann erste Prozessoren ohne 16- und 32-Bit-Altlasten (englisch Legacy) erscheinen könnten, ist noch offen, aber es sind vermutlich noch ein paar Jahre.